# لی آکر
لی ویلیام آکر (انگلیسی: Lee William Aaker) (زادهٔ ۲۵ سپتامبر ۱۹۴۳ – درگذشتهٔ ۱ آوریل ۲۰۲۱) یک هنرپیشه اهل ایالات متحده آمریکا بود.
از فیلم‌ها یا برنامه‌های تلویزیونی که وی در آن نقش داشت می‌توان به دستری، آرنا، بنجی اشاره کرد.
آکر بازیگری را از سن ۸ سالگی در فیلم‌هایی مانند بزرگترین نمایش روی زمین و نیمروز (۱۹۵۲ میلادی) آغاز کرد.